# نکیر و منکر

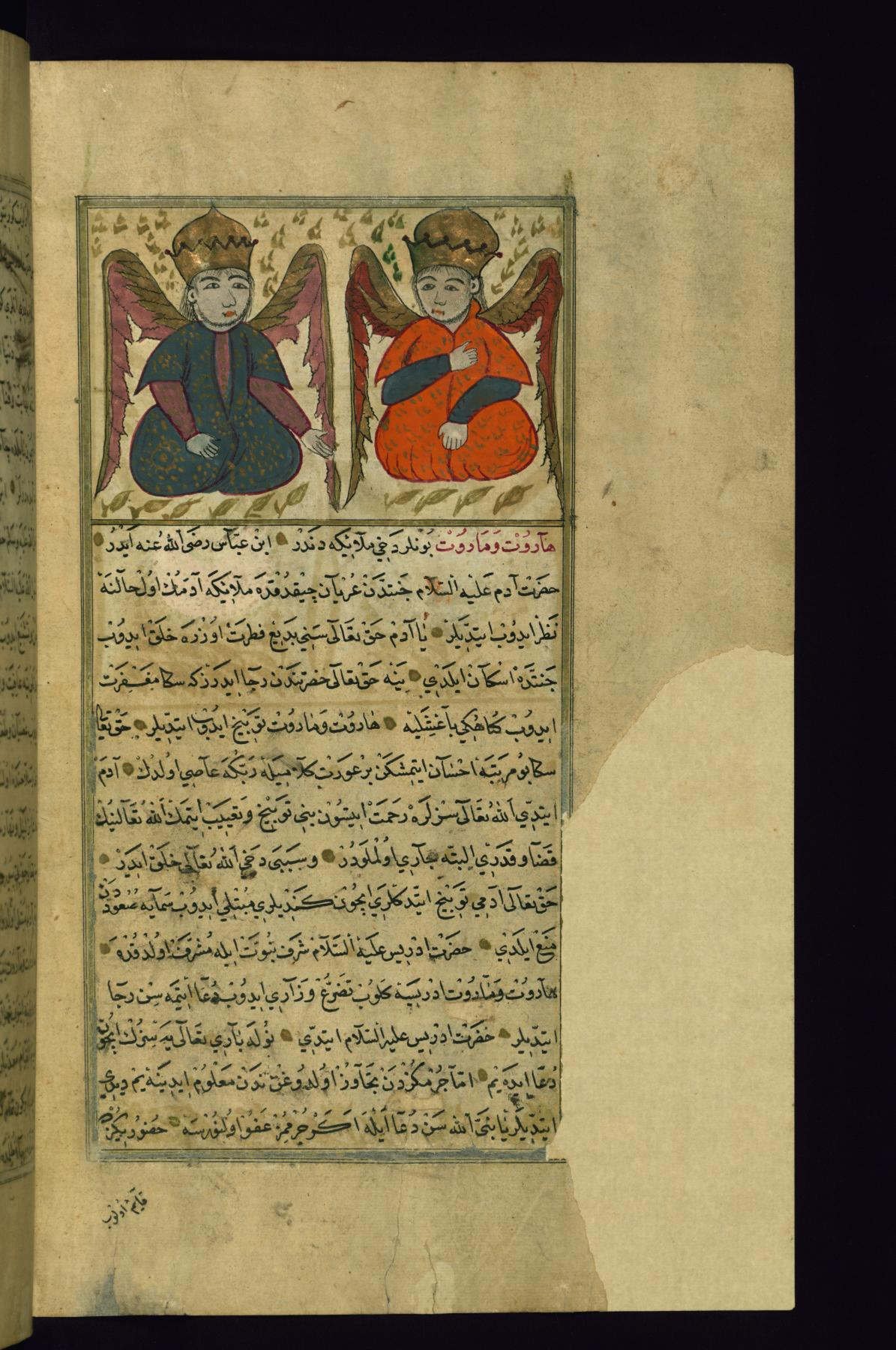
نقاشی از نکیر و منکر

نکیر و منکر (به معنای انکار شده و انکار کننده) در فرجام‌شناسی اسلامی، به عقیده شیعیان و اهل تسنن دو فرشته هستند که ایمان مردگان را در قبرشان آزمایش می‌کنند. هم ناباوران و هم مؤمنان، در قبر پاسخگوی این پرسش‌ها قرار می‌گیرند. در قبر، در خصوص محمد از آنان سؤال می‌شود. مؤمن پاسخ خواهد داد که پیرو الله است، و پس از آن تا روز قیامت رها خواهد شد. ناباوران و گناهکاران، از سوی دیگر، پاسخ قانع کننده‌ای نخواهند داشت. سپس، این فرشتگان، آن‌ها را شدیداً مضروب خواهند کرد. بنا به گفتهٔ متون اسلامی تا روز قیامت، به جز جمعه‌ها عذاب قبر برای انسان در قرآن به صراحت نیامده است، ولی در برخی سوره‌ها اشاره هایی به آن شده‌است.